# Alex Funke
Alex Funke (Santa Bárbara, 12 de outubro de 1944) é um especialista em efeitos visuais estadunidense. Venceu o Oscar de melhores efeitos visuais por Total Recall, The Lord of the Rings: The Two Towers e The Lord of the Rings: The Return of the King, ao lado de Joe Letteri, Richard Taylor, Jim Rygiel, Mark Stetson e Randall William Cook.